# Station Czarna Białostocka
Station Czarna Białostocka is een spoorwegstation in de Poolse plaats Czarna Białostocka.